# 宮沢小春
宮沢 小春（みやざわ こはる、1999年3月29日 - ）は、日本の女性声優。兵庫県生まれ、千葉県出身。ミュージックレイン所属。

## 略歴

### オーディションを受けるまでの経緯
小説や漫画が好きで、その作品の世界に入り、一緒に青春や冒険をして過ごすといった妄想をよくしていたという。また、声優が出演していたラジオ番組を聴いた際に、自身と同じように声優が「物語に気持ちを捧げている」ということに気がつき、語られる「キャラクターへの思い」に胸があつくなり、声優という職業に惹かれるようになったという。
「ノイタミナ」枠（フジテレビ）のテレビアニメ作品を深夜にそっと起きて一人で見ていたと明かしており、最初に見た作品は『ギルティクラウン』であった。同作品ではアニメ放送に合わせインターネットラジオを配信しており、「アニメのキャラクターは声優が声を当てている」と気づかせてくれたという。
高校時代、フィリピンにてボランティアを行うなどの外部活動も積極的に行っていた。契機としては、講演のために宮沢の通っていた高校を訪れていたフィリピンの孤児院の院長と直接話をした際に「ぜひフィリピンにおいで」と言われたことを挙げている。

### 声優を志したきっかけ・オーディション
声優に対しては、元々はぼんやりと憧れはあったが、人気の職業であったことから自身には到底なれないと思っていた。一方で、自身が声優になれなくても裏方として「声優と一緒に仕事はしたい」と思っていた。大学在学中に前述のような仕事のインターン先を探していた際、ソニー・ミュージックのホームページを見つけ、ミュージックレインのオーディションを知ったという。その際に、「声優を目指すという夢を諦め就職するのは無理だ」と考え、オーディションの経験や演技であったり歌の経験もない中で、思い切ってオーディションにエントリーした。その後、オーディションの審査に合格した。
2021年1月、『IDOLY PRIDE』の白石沙季役で初のメインキャラクターを演じる。

### デビュー以降の活動
スマートフォンゲーム「IDOLY PRIDE」を主軸に活動する一方、2022年に初舞台に出演して以降、舞台や朗読劇での活動を積極的に行っている。
2025年5月5日、ミュージックレイン3期生の相川奏多、橘美來、夏目ここな、日向もかと共に、声優ユニット「DayRe:」としてデビューすることが発表された。

## 人物

### 人物評
- DayRe:では最年長メンバーであり、メンバーからは「おっとり最年長担当」と呼ばれている。おっとりとした性格で、年長者らしい包容力を持つ一方、天然でマイペースな一面も併せ持つ。時折一点を見つめていたり、急にスキップを始めたりするなど独特の世界観があることから、メンバーからは「宇宙人担当」とも評される[13]。
- 物事を深く考える傾向があり、嬉しいことがあると内心でテンションが上がりやすい性格である。メンバーの意見をまとめる際は、相川奏多とは異なる角度からメンバーの意見を包み込んで解決の方向に導く能力を発揮する。その温和な雰囲気から「癒し担当」とも称され、見ているだけで周囲を和ませる存在となっている[13]。
- 体質的に低血糖になりやすく、手が震えることがあるため常にお菓子を持ち歩いている。体調の変化に気づいたメンバーの夏目ここなから「チョコあるよ」と声をかけられるなど、メンバーから温かく見守られている[13]。
- ユニット名「DayRe:」の発案者でもある。「Daily（毎日）」と「Re:（返信）」を組み合わせることで、ファンの身近な存在でありたい気持ちと、いただいた応援を様々な形で返したいという想いを込めて命名した。楽曲に対しても深い愛情を持ち、デビュー曲「DeaRy Days!」の歌詞を改めて読み返した際に感動する純粋さを見せている[13]。

### 将来の展望・DayRe:としての活動について
将来への展望については「お客さんも含めたみんなが幸せでいてくれたら、それでいい」と語るなど謙虚な姿勢を持ち、「会議室の隅で踊って歌うのでも全然いい」と述べるほど控えめな性格である。
先輩グループのように長く周年を刻んでいけるユニットになることを目標としている。家族からは「あんなに機敏に動く小春、初めて見た」と言われるほど、普段はゆったりとした動きをしており、メンバーからの指摘を受けて外出時により気を引き締めるよう意識するようになったというエピソードもある。

### 趣味・特技
趣味・特技として、読書と英会話（日常会話）をそれぞれ挙げている。また、上述した通り、小説や漫画が好きで、中学3年間は多数読み、1200冊借りていたという。

## 出演
太字はメインキャラクター。

### テレビアニメ
2021年
- IDOLY PRIDE（白石沙季）

2023年
- 冒険者になりたいと都に出て行った娘がSランクになってた

2025年
- スライム倒して300年、知らないうちにレベルMAXになってました ～そのに～（魔女A）
- 阿波連さんははかれない season2（生徒）

### Webアニメ
- くろりんごときいろいそら(声ありver.)（2022年、生徒F[20][21]）
- エレクトピア（2023年、チサ[22]）
- ドラゴン娘になりたくないっ!（2025年、庵野しゅうら[23]）

### ゲーム
- IDOLY PRIDE（2021年、白石沙季[24]）

### インターネット番組
- DayRe:のRe:Re:Re:Re:Re:カーニバル（2021年 - 、ニコニコ生放送・YouTube）[25]

### PV
※はインターネット配信
- 直木賞作家×YOASOBI『はじめての』プロジェクトPV (2022年3月27日-, YouTube※)

### 舞台
- ソフトボイルド『戦国送球〜バトルボールズ〜』(2022年、中井杏里)[26][27][28][29]

### 朗読
- 朗読付き電子書籍レーベルYOMIBITO『島の暮れ方の話』(小川未明) (2022年)
- 朗読付き電子書籍レーベルYOMIBITO『月夜とめがね』(小川未明) (2022年)

### ナレーション
- 東日本建設業保証株式会社『#3わたしが支える～明るい建設業の未来』(2023年)

### デジタルコミック
- 三途の川アウトレットパーク（2024年、ここみ[30]）

### その他コンテンツ
- 愛天使世紀ウェディングアップル（2025年、雪代椿[31]）

## ディスコグラフィ

### キャラクターソング
| 発売日         | 商品名                                                  | 歌                                         | 楽曲                                                | 備考                                          |
| -------------- | ------------------------------------------------------- | ------------------------------------------ | --------------------------------------------------- | --------------------------------------------- |
| 2020年5月10日  | Shine Purity〜輝きの純度〜                              | 星見プロダクション                         | 「Shine Purity〜輝きの純度〜」                      | 『IDOLY PRIDE』関連曲                         |
| 2021年2月10日  | IDOLY PRIDE                                             | 星見プロダクション                         | 「IDOLY PRIDE」                                     | テレビアニメ『IDOLY PRIDE』オープニングテーマ |
| 2021年2月10日  | IDOLY PRIDE                                             | 星見プロダクション                         | 「The Sun, Moon and Stars」                         | テレビアニメ『IDOLY PRIDE』エンディングテーマ |
| 2021年2月10日  | IDOLY PRIDE                                             | 星見プロダクション                         | 「サヨナラから始まる物語」                          | 『IDOLY PRIDE』関連曲                         |
| 2021年3月17日  | Daytime Moon                                            | 月のテンペスト                             | 「Daytime Moon」 「月下儚美」                       | 『IDOLY PRIDE』関連曲                         |
| 2021年10月27日 | IDOLY PRIDE Collection Album [奇跡]                     | 星見プロダクション                         | 「Fight oh! MIRAI oh!」                             | 『IDOLY PRIDE』関連曲                         |
| 2021年10月27日 | IDOLY PRIDE Collection Album [奇跡]                     | 月のテンペスト                             | 「恋と花火」                                        | 『IDOLY PRIDE』関連曲                         |
| 2021年12月22日 | IDOLY PRIDE Collection Album [約束]                     | 月のテンペスト                             | 「The One and Only」                                | 『IDOLY PRIDE』関連曲                         |
| 2021年12月22日 | IDOLY PRIDE Collection Album [約束]                     | 星見プロダクション                         | 「Pray for you」                                    | 『IDOLY PRIDE』関連曲                         |
| 2023年2月1日   | IDOLY PRIDE Collection Album [未来]                     | 月のテンペスト                             | 「クリスマスには君と」 「裏と表」                   | 『IDOLY PRIDE』関連曲                         |
| 2023年2月1日   | IDOLY PRIDE Collection Album [未来]                     | 白石沙季（宮沢小春）、白石千紗（高尾奏音） | 「つながる心Binary」                                | 『IDOLY PRIDE』関連曲                         |
| 2023年5月24日  | Gemstones                                               | 星見プロダクション                         | 「Gemstones」                                       | 『IDOLY PRIDE』関連曲                         |
| 2023年12月6日  | Question                                                | 月のテンペスト                             | 「Question」 「全力！絶対！！カウントダウン！！！」 | 『IDOLY PRIDE』関連曲                         |
| 2023年12月6日  | Question                                                | 白石沙季（宮沢小春）                       | 「風になっていく」                                  | 『IDOLY PRIDE』関連曲                         |
| 2024年3月20日  | IDOLY PRIDE Collection Album [chronicle]                | 星見プロダクション                         | 「MELODIES」                                        | 『IDOLY PRIDE』関連曲                         |
| 2024年3月20日  | IDOLY PRIDE Collection Album [chronicle]                | 月のテンペスト                             | 「最愛よ君に届け」                                  | 『IDOLY PRIDE』関連曲                         |
| 2024年7月10日  | 月ノヒカリ                                              | 月のテンペスト                             | 「月ノヒカリ」 「MELODIES（月のテンペストver.）」   | 『IDOLY PRIDE』関連曲                         |
| 2025年3月19日  | IDOLY PRIDE Collection Album [Resonance]                | 星見プロダクション                         | 「パラダイス！」 「星色のカレイドスコープ」         | 『IDOLY PRIDE』関連曲                         |
| 2025年3月19日  | IDOLY PRIDE Collection Album [Resonance] 初回生産限定盤 | 白石沙季（宮沢小春）                       | 「星色のカレイドスコープ」                          | 『IDOLY PRIDE』関連曲                         |
| 2025年3月22日  | ハレ晴レユカイ                                          | SOH団                                      | 「ハレ晴レユカイ」                                  | 『IDOLY PRIDE』関連曲                         |
| 2025年7月9日   | ありがとう to You                                       | 星見オールスターズ                         | 「ありがとう to You」                               | 『IDOLY PRIDE』関連曲                         |

### その他参加作品
| 発売日         | 商品名                                                       | 歌                                               | 楽曲                                          | 備考 |
| -------------- | ------------------------------------------------------------ | ------------------------------------------------ | --------------------------------------------- | ---- |
| 2024年4月28日  | 〜まだ見ぬ青を探して〜時々カルテット                         | 相川奏多、橘美來、夏目ここな、日向もか、宮沢小春 | 「青いリフレイン」 「名もなき青のハルモニア」 |      |
| 2024年12月15日 | カバーズ - Innocent 5 Flowers -                              | 相川奏多、橘美來、夏目ここな、日向もか、宮沢小春 | 「ホントだよ」 「MOON SIGNAL」                |      |
| 2024年12月15日 | カバーズ - Innocent 5 Flowers -                              | 宮沢小春                                         | 「パレイド」                                  |      |
| 2025年3月19日  | ハニワ曲歌ってみた 〜10th Anniversary 声優コラボレーション〜 | 宮沢小春                                         | 「私が恋を知る日」                            |      |

## ライブ・イベント

### 合同ライブ
| 出演日                         | タイトル                                                  | 会場                                                 | 備考   |
| ------------------------------ | --------------------------------------------------------- | ---------------------------------------------------- | ------ |
| 2022年8月6日・7日 （開催中止） | LAWSON premium event ミュージックレインフェスティバル2022 | 武蔵野の森総合スポーツプラザメインアリーナ（東京都） | [ 32 ] |